# Trigonaspis gibbera
Trigonaspis gibbera är en stekelart som först beskrevs av Nikolai Vasilevich Kovalev 1965.  Trigonaspis gibbera ingår i släktet Trigonaspis och familjen gallsteklar. Inga underarter finns listade i Catalogue of Life.